# Qui Christi Domini

Karte der französischen Kirchenbezirke, wie sie durch die Bulle Qui Christi Domini festgelegt wurden.

Die päpstliche Bulle lateinisch Qui Christi Domini wurde am 29. November 1801 von Papst Pius VII. in der römischen Basilika Santa Maria Maggiore veröffentlicht. Die Bezeichnung lautet nach ihrem Incipit in kirchlichem Latein: „Qui Christi Domini vices“ [„der Stellvertreter Christi ist“]. Von der französischen Regierung wurde es nach der Bestätigung am 19. April 1802 veröffentlicht.

## Inhalt
Nach dem Konkordat vom 15. Juli 1801 zwischen der französischen Regierung, vertreten durch Napoléon Bonaparte, und dem Heiligen Stuhl erfolgte die Aufteilung der Diözesen auf dem Gebiet der Ersten französischen Republik inklusive der linksrheinischen Gebiete.
Gemäß Artikel 58 des Konkordates wurden zehn Metropolitanerzdiözesen und 50 Suffraganbistümer errichtet.
Mit der Bulle Qui Christi Domini legte Pius VII. drei grundsätzliche Dinge fest:
- Er hob alle 157 Bischofssitze, die es bisher in Frankreich gab auf.
- Die Bischöfe, die nicht bereits zuvor verzichtet hatte, der aufgelösten Bistümer verloren ihre Jurisdiktion und die weiteren Rechte.
- Er errichtet 60 Diözesen Creatio ex nihilo und organisierte die Diözesen territorial gemäß dem Anhang zu Artikel 58, wobei er ihre Grenzen mit denen von einem, zwei oder drei französischen Départements übereinstimmen ließ, die im Jahr 1801 existierten (die meisten von ihnen existierten seit 1790)

Die Bestimmungen dieser Bulle sind in der Kirchengeschichte absolut einzigartig. Nie zuvor hat sich ein Papst das Recht zugestanden, einen einzelnen Bischofssitz oder gar alle Bistümer einer Nation oder eines Königreichs einfach aufzulösen oder einen oder mehrere Bischöfe abzusetzen, außer in Fällen von Schisma, Häresie oder anderen Skandal. Die territorialen Umstrukturierungen von Diözesen in der Kirchengeschichte führten beispielsweise zur Schaffung neuer Bistümer, deren Diözesangebiet von einem alten Bistum abgetrennt wurde; oder Diözesen wurden vereinigt. Doch noch nie wurden Bistümer und Diözesen schlicht und einfach aufgelöst, insbesondere nicht in einem solchen Ausmaß.
Mit dieser Bulle wurden alle Bischofssitze, die meisten stammten aus der spätrömischen Zeit, aufgehoben und abgeschafft. Stattdessen wurden neue Bistümer errichtet. Da die neuen Bistümer meist in denselben Städten und Kathedralen wie die alten gegründet wurden, blieb diese Maßnahme weitgehend unbemerkt. Dennoch löste sie bei vielen Gläubigen großes Erstaunen aus. Einige erkannten die alten, kanonisch eingesetzten Bischöfe weiterhin an, während andere die vom Papst in den neuen Bistümern eingesetzten konstitutionellen Bischöfe ablehnten. So bildeten diejenigen, die diese beispiellosen Maßnahmen ablehnten, eine Art Schisma, das bis ins 21. Jahrhundert anhielt. Dieses „anti-neukirchliche“ Schisma schloss sich sehr schnell dem „pro-konstitutionellen“ Schisma an und vereinte so zwei zunächst verfeindete Bewegungen.
Diese Tabula-rasa-Politik bedeutete, dass die französischen Diözesanbischöfe ab 1801 zwar nicht mehr rechtlich die Nachfolger ihrer Vorgänger waren, dies aber symbolisch blieben. So war beispielsweise der älteste Vorgänger des Erzbischofs von Lyon nicht der Heilige Pothinus und Irenäus, sondern Kardinal Fesch.

## Die neue kirchliche Organisation
- Alle 157 Sitze wurden durch die päpstliche Bulle abgeschafft.

- Es wurden sofort 60 Bistümer errichtet, davon 58 in Städten, die bereits zuvor Sitz eines Bistums waren und 2 in neuen Städten (Bistum Aachen und Versailles).
  - Aix: Ajaccio, Avignon (zuvor Erzbistum), Digne, Nizza
  - Besançon: Metz, Nancy, Straßburg
  - Bordeaux: Agen, Angoulême, Bayonne, La Rochelle, Poitiers
  - Bourges: Clermont, Limoges, Saint-Flour
  - Ohne Kirchenprovinz: Chambéry
  - Lyon: Autun, Dijon, Grenoble, Mende, Valence
  - Mechelen: Aachen, Gent, Mainz (zuvor Erzbistum), Namur, Tournai, Trier (zuvor Erzbistum)
  - Paris: Amiens, Arras, Cambrai (zuvor Erzbistum), Meaux, Orléans, Soissons, Troyes, Versailles
  - Rouen: Bayeux, Coutances, Évreux, Sées
  - Toulouse: Cahors, Carcassonne, Montpellier
  - Tours: Angers, Le Mans, Nantes, Quimper, Rennes, Saint-Brieuc, Vannes
- unter den 99 Sitzen, die 1801 nicht wiederhergestellt wurden:
  - 35 wurden im Laufe des 19. Jahrhunderts wiedererrichtet. Das belgische Bistum Antwerpen folgte 1961.
    - 29 Sitze wurden in Frankreich durch die Bulle Paternæ charitatis vom 6. Oktober 1822 wiedererrichtet: Aire, Albi, Auch, Beauvais, Belley, Blois, Châlons, Chartres, Fréjus, Gap, Langres, Le Puy, Luçon, Marseille, Montauban, Nevers, Nîmes, Pamiers, Périgueux, Elne (Perpignan), Reims, Rodez, Saint-Claude, Saint-Dié, Sens, Tarbes, Toulon, Tulle, Verdun, Viviers.
    - 1825 wurden in damals wieder selbstständigen Savoyen zwei Diözesen neu geschaffen: Maurienne und Tarentaise 1966 wurde sie mit dem Erzbistum Chambéry vereinigt.
    - Zwischen 1815 und 1961 wurden am linken Rheinufer, das nicht mehr zu Frankreich gehörte, vier Bistümer wiedergegründet: Köln (1821), Brügge (Bulle 1827 und reale Gründung 1834), Roermond (1853) und Antwerpen (1961)

  - 64 wurden bisher nicht wiedererrichtet
    - Erzdiözesen: Arles, Embrun und Vienne.
    - Diözesen: Agde, Aleria, Alès, Alet, Apt, Auxerre, Avranches, Bazas, Bethléem, Béziers, Boulogne, Carpentras, Castres, Cavaillon, Chalon, Clamecy, Comminges, Condom, Couserans, Dax, Die, Dol, Genf, Glandèves, Grasse, Laon, Lavaur, Lectoure, Lescar, Lisieux, Lodève, Lombez, Mâcon, Mariana, Mirepoix, Narbonne, Nebbio, Noyon, Oloron, Orange, Rieux, Riez, Sagone, Saint-Malo, Saint-Omer, Saint-Papoul, Saint-Paul-Trois-Châteaux, Saint-Pol-de-Léon, Saint-Pons-de-Thomières, Saintes, Sarlat, Senez, Senlis, Sisteron, Toulon, Toul, Tréguier, Uzès, Vabres, Vaison, Vence und Ypres.

Die zehn neuen Metropolitansitze befinden sich alle in einer Stadt und einer Kathedrale, die früher Metropolitansitze waren. Vier ehemalige Metropolitanbistümer sind heute nur noch Suffragandiözesen (Cambrai, Trier, Mainz und Avignon) und neun wurden komplett aufgelöst.
Da das vormalige Erzbistum Mainz dem Erzbistum Melcheln unterstellt verloren, waren die Bistümer Augsburg, Chambéry, Chur, Corvey, Eichstätt, Hildesheim, Konstanz, Paderborn, Speyer, Worms, Würzburg ohne Kirchenprovinz. Diese Zuordnung wurde mit den Konkordaten um 1820 geregelt.
Papst Pius VII. erlaubte den Bischöfen später, die Titel der aufgehobenen Bistümer ihren Titeln hinzuzufügen.